# Thaumetopoea alvarezi
Thaumetopoea alvarezi är en fjärilsart som beskrevs av Ramon Agenjo Cecilia 1941. Thaumetopoea alvarezi ingår i släktet Thaumetopoea och familjen tandspinnare. Inga underarter finns listade i Catalogue of Life.